# Chiesa-oratorio di San Colombano
La chiesa-oratorio di San Colombano è un edificio religioso attestato sin dal XIII secolo a Scona, nell'ex comune di Olivone (frazione di Blenio), nel Canton Ticino.

## Storia
L'edificio fu costruito in stile romanico forse nell'Alto Medioevo: la prima menzione risale al 1205. Luogo di culto di San Colombano, che per la leggenda agiografica vi si fermò, fu pesantemente modificato nel corso dei secoli: l'edificio attuale, risalente al XVII secolo e costruito in posizione ortogonale rispetto a quello medievale, conserva solo il campanile di quello originale. Nel 1939 nella chiesa furono condotti un restauro e un'indagine archeologica, nel corso dei quali vennero scoperti alcuni frammenti di affreschi nel vecchio coro.

## Descrizione

### Esterno
Il campanile è in stile romanico; dotato di finestre accoppiate e tetto a padiglione, ospita due campane, una delle quali risalente alla metà del Duecento e realizzata dal fonditore luganese Viviano Stemalli. Dal corpo principale si dirama una cappella laterale, originariamente un coro, mentre esternamente all'ingresso vi è una nicchia con un affresco secentesco della Madonna.

### Interno
La copertura della navata è piana ed è decorata da motivi floreali risalenti al 1733, mentre la volta del vecchio coro è a crociera. Gli affreschi del vecchio coro, mal conservati, risalgono al 1616 e sono forse opera degli allievi di Giovanni Battista Tarilli.
Gli interni sono ricchi di affreschi: Evangelisti sulla volta, Crocifissione di Gesù e due santi vescovi, San Sebastiano, San Rocco, San Bartolomeo e San Giovanni Battista sulle pareti, San Bernardo di Chiaravalle e Sant'Antonio abate sui piedritti e l'Annunciazione sull'arco trionfale.